# Ём Дон Гюн
Ём Дон Гюн (кор. 염동균; род. 10 ноября 1950, Окчхон) — южнокорейский боксёр, представитель второй легчайшей весовой категории. Выступал на профессиональном уровне на всём протяжении 1970-х годов, владел титулом чемпиона мира по версии WBC.

## Биография
Ём Дон Гюн родился 10 ноября 1950 года в уезде Окчхон провинции Чхунчхон-Пукто, Южная Корея.
Дебютировал в боксе на профессиональном уровне в марте 1970 года, выиграв у своего соперника по очкам в четырёх раундах. Боксировал преимущественно на домашних корейских рингах, долгое время не знал поражений, хотя ничьи в его послужном списки случались.
В октябре 1971 года завоевал титул чемпиона Южной Кореи во второй легчайшей весовой категории, впоследствии 14 раз защитил этот чемпионский пояс.
В марте 1974 года стал чемпионом Восточной и тихоокеанской боксёрской федерации (OPBF), выиграв по очкам у титулованного соотечественника Чан Гю Чхоля, бронзового призёра Олимпийских игр. В дальнейшем провёл пять успешных защит этого титула.
Благодаря череде удачных выступлений в 1976 году Ём удостоился права оспорить титул чемпиона мира во втором легчайшем весе по версии Всемирного боксёрского совета (WBC), который на тот момент принадлежал панамцу Ригоберто Риаско. Противостояние между ними продлилось все отведённые 15 раундов, в итоге судьи раздельным решением отдали победу Риаско, сохранив за ним чемпионский пояс.
Несмотря на проигрыш, уже в следующем поединке в том же году Ём Дон Гюн предпринял ещё одну попытку заполучить титул чемпиона WBC, перешедший к этому времени к японцу Ройалу Кобаяси. Боксёры провели на ринге все 15 раундов, на сей раз судьи склонились на сторону корейского претендента, признав его победителем решением большинства. Помимо титула чемпиона WBC также получил в этом бою статус линейного чемпиона мира во второй легчайшей весовой категории.
Ём только один раз защитил завоёванный пояс чемпиона. Лишился его в рамках второй защиты в мае 1977 года, потерпев поражение нокаутом от непобеждённого пуэрториканца Вильфредо Гомеса.
Месяц спустя встретился с опытным соотечественником Хон Су Хваном и уступил ему по очкам в двенадцати раундах.
Оставался действующим боксёром вплоть до конца 1980 года, хотя в титульных поединках больше участия не принимал. В общей сложности провёл на профи-ринге 66 боёв, из них 54 выиграл (в том числе 21 досрочно), 5 проиграл, тогда как в семи случаях была зафиксирована ничья.